# Danilo Baltierra Cravia
Danilo Baltierra Cravia (Montevideo, 4 d'octubre de 1968) és un exfutbolista uruguaià, que ocupava la posició de migcampista.

## Trajectòria
Comença a destacar en Club Atlético Cerro, equip en el qual militaria entre 1986 i 1991, quan fitxa per CA Peñarol. Amb els capitalins guanya en quatre ocasions el campionat del seu país, entre 1993 i 1996 de manera consecutiva.
La campanya 96/97 la passa al CD Logroñés, de la competició espanyola, amb qui quedaria cuer de la primera divisió. Retorna a l'Uruguai per jugar amb el Nacional de Montevideo. Amb aquest club aconseguiria el títol de 1998.
Posteriorment, jugaria amb Club Social y Deportivo Villa Española (1998), Club Atlético River Plate (1999), Club Atlético Rentistas (00/01), Club Atlético Progreso (2002) i Club Atlético Cerro de nou, on penjaria les botes el 2003.